# Dicranosepsis renschi
Dicranosepsis renschi är en tvåvingeart som beskrevs av Ozerov 2003. Dicranosepsis renschi ingår i släktet Dicranosepsis och familjen svängflugor. Inga underarter finns listade i Catalogue of Life.